# Norcross (Géorgie)
Pour les articles homonymes, voir Norcross.
La ville de Norcross est située dans le comté de Gwinnett, dans l’État de Géorgie, aux États-Unis. Sa population s’élevait à 9 116 habitants lors du recensement de 2010, estimée à 16 563 habitants en 2018.

## Histoire
La ville a été nommée en hommage à Jonathan Norcross, quatrième maire d’Atlanta.

## Démographie
| Groupe                           | Norcross | Géorgie | États-Unis |
| -------------------------------- | -------- | ------- | ---------- |
| Blancs                           | 40,8     | 59,7    | 72,4       |
| Autres                           | 21,6     | 4,1     | 6,2        |
| Afro-Américains                  | 19,8     | 30,5    | 12,6       |
| Asiatiques                       | 12,8     | 3,3     | 4,8        |
| Métis                            | 4,3      | 2,1     | 2,9        |
| Amérindiens                      | 0,7      | 0,3     | 0,9        |
| Total                            | 100      | 100     | 100        |
|                                  |          |         |            |
| Hispaniques et Latino-Américains | 39,4     | 8,8     | 16,7       |

En 2010, les Hispaniques et Latino-Américains sont majoritairement mexicains et guatémaltèques, les Mexicano-Américains et les Guatémalto-Américains représentant respectivement 25,6 % et 3,4 % de la population de la ville. Les Asiatiques sont quant à eux majoritairement des Viêtnamo-Américains (3,4 % de la population de Norcross), des Sino-Américains (3,5 %), des Indo-Américains (2,3 %) et des Coréano-Américains (1,9 %).
Selon l'American Community Survey, pour la période 2011-2015, 45,63 % de la population âgée de plus de 5 ans déclare parler l’espagnol à la maison, 40,65 % l’anglais, 3,07 % le vietnamien, 1,79 % une langue chinoise, 1,37 % une langue africaine, 1,19 % le français, 0,99 % le coréen, 0,51 % le tagalog et 4,80 % une autre langue.

## Économie
Le siège de la société de gestion de cartes carburant Fleetcor se trouve à Norcross.